# Nod-sur-Seine
Nod-sur-Seine és un municipi francès, situat al departament de la Costa d'Or i a la regió de Borgonya - Franc Comtat. L'any 2007 tenia 261 habitants.

## Demografia

### Població
El 2007 la població de fet de Nod-sur-Seine era de 261 persones. Hi havia 94 famílies, de les quals 20 eren unipersonals (4 homes vivint sols i 16 dones vivint soles), 23 parelles sense fills, 39 parelles amb fills i 12 famílies monoparentals amb fills.
La població ha evolucionat segons el següent gràfic:
Habitants censats

### Habitatges
El 2007 hi havia 122 habitatges, 91 eren l'habitatge principal de la família, 12 eren segones residències i 19 estaven desocupats. 114 eren cases i 6 eren apartaments. Dels 91 habitatges principals, 69 estaven ocupats pels seus propietaris, 18 estaven llogats i ocupats pels llogaters i 4 estaven cedits a títol gratuït; 2 tenien dues cambres, 11 en tenien tres, 27 en tenien quatre i 51 en tenien cinc o més. 65 habitatges disposaven pel capbaix d'una plaça de pàrquing. A 42 habitatges hi havia un automòbil i a 40 n'hi havia dos o més.

### Piràmide de població
La piràmide de població per edats i sexe el 2009 era:
| Homes | Edats   | Dones |
| ----- | ------- | ----- |
| 0     | 95 o +  | 0     |
| 0     | 90 a 94 | 4     |
| 8     | 85 a 89 | 0     |
| 0     | 80 a 84 | 12    |
| 8     | 75 a 79 | 8     |
| 4     | 70 a 74 | 0     |
| 0     | 65 a 69 | 8     |
| 4     | 60 a 64 | 0     |
| 0     | 55 a 59 | 0     |
| 24    | 50 a 54 | 4     |
| 4     | 45 a 49 | 0     |
| 8     | 40 a 44 | 4     |
| 20    | 35 a 39 | 8     |
| 16    | 30 a 34 | 24    |
| 8     | 25 a 29 | 4     |
| 0     | 20 a 24 | 8     |
| 12    | 15 a 19 | 12    |
| 20    | 10 a 14 | 4     |
| 8     | 5 a 9   | 24    |
| 12    | 0 a 4   | 8     |

## Economia
El 2007 la població en edat de treballar era de 162 persones, 117 eren actives i 45 eren inactives. De les 117 persones actives 100 estaven ocupades (61 homes i 39 dones) i 18 estaven aturades (8 homes i 10 dones). De les 45 persones inactives 16 estaven jubilades, 14 estaven estudiant i 15 estaven classificades com a «altres inactius».

### Ingressos
El 2009 a Nod-sur-Seine hi havia 93 unitats fiscals que integraven 252 persones, la mediana anual d'ingressos fiscals per persona era de 16.868 €.

### Activitats econòmiques
Dels 10 establiments que hi havia el 2007, 6 eren d'empreses extractives, 1 d'una empresa de fabricació d'altres productes industrials, 1 d'una empresa de construcció, 1 d'una empresa de comerç i reparació d'automòbils i 1 d'una empresa de serveis.
L'únic servei als particulars que hi havia el 2009 era un paleta.
L'any 2000 a Nod-sur-Seine hi havia 6 explotacions agrícoles que ocupaven un total de 888 hectàrees.

## Poblacions més properes
El següent diagrama mostra les poblacions més properes.